# Canadian National Basketball League
Cet article concerne Canadian National Basketball League. Pour la ligue qui s'est disputée en 1993-1994, voir National Basketball League (Canada).
Pour la ligue créée en 2011, voir Ligue nationale de basketball du Canada.
La Canadian National Basketball League (CNBL) est une ancienne ligue canadienne de basketball fondée en 2004, située dans le sud de l'Ontario. Elle avait pour objectif d'attirer des joueurs canadiens évoluant à l'étranger. En novembre 2002, la ligue annonce que sa première saison démarrera au printemps-été 2003. Cette première saison fut ensuite repoussée à l'été 2004. La ligue a arrêté ses activités au cours de l'année 2004 en ayant seulement organisé des matchs amicaux. 

## Équipes
La CNBL comptait 6 équipes, toutes situées dans le sud de l'Ontario :
- Brantford Blaze, Brantford
- Durham Dragons, Municipalité régionale de Durham
- London Orion, London
- Toronto Metro Xpress, Toronto
- Waterloo Wildhawks, Municipalité régionale de Waterloo
- Windsor Drive, Windsor